# Guido Sigriste
Guido Sigriste (né le 10 avril 1864 à Aarau (Suisse) et mort à Pau le 14 mars 1915) est un peintre d’histoire et de sujets militaires, en particulier des batailles napoléoniennes, et de scènes galantes, également photographe et inventeur suisse.

## Biographie
Il étudia à l’Académie Royale de Naples, puis à l’École des Beaux-Arts de Munich et à Paris à l’Académie Julian, où il est enregistré en 1884 comme élève de Gustave Boulanger (1824-1888) et de Jules Lefebvre (1834-1912), Sigriste exposa pour la première fois au Salon des Artistes Français en 1890 : Défilé. Son premier style émule l’orientalisme de Gustave Boulanger, décorateur de l’Opéra de Paris et de Monaco, grand ami de Charles Garnier leur architecte, puis il se consacrera à la peinture militaire et historique, en particulier l’épopée napoléonienne, représentant les batailles de l’Empereur et des scènes de sa vie familiale en France et en Italie. Son dernier style montre une influence italienne dans de petits tableaux de scènes de genre galantes et dans des paysages à la manière des peintres vénitiens du XVIIIe siècle, Pietro Longhi et Francesco Guardi.
Sigriste était fasciné par la photographie pour sa capacité à capter le mouvement, en particulier à fixer les attitudes d’un cheval au galop pour les besoins de son art. Ne trouvant pas un appareil assez rapide, il en inventa un, la Jumelle Sigriste, dont il déposa le brevet en Suisse le 17 novembre 1898. Il le présenta à la Société Française de Photographie en 1899, et obtint une médaille d'or à l'Exposition universelle de 1900.
Il s'engage au 1er régiment étranger lors de la Grande Guerre. Blessé, il est rapatrié à l'arrière du front et meurt à Pau en mars 1915 des suites de ses blessures.

## Distinctions et hommages
Il reçut une mention « honorable » au salon des artistes français en 1905.
Au titre de son décès sous l'uniforme de la Légion étrangère, l'artiste a été déclaré « Mort pour la France ».
Une rue de Bois-le-Roi porte son nom et un de ses tableaux, Guide de l’escorte de l’Empereur, est accroché dans la salle du Conseil de l'Hôtel-de-Ville.

## Œuvres
- Scène mauresque, (signé et datée 1891) huile sur panneau[1]
- Napoléon consultant ses généraux (1897), huile sur toile[2]
- Napoléon à Waterloo, huile sur toile
- Napoléon Ier à la bataille d'Iéna
- Hussards dans un paysage d'hiver, huile sur panneau
- Cuirassiers à la bataille de Wagram.
- Le Maréchal Ney chargeant à la tête de ses hommes.

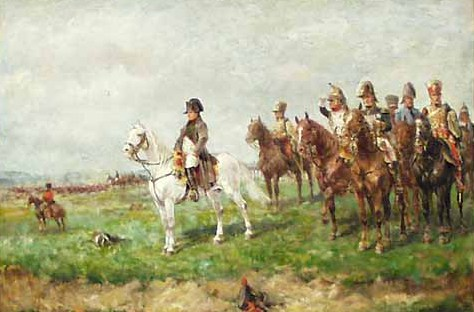
Napoléon Ier à la bataille d'Iéna.
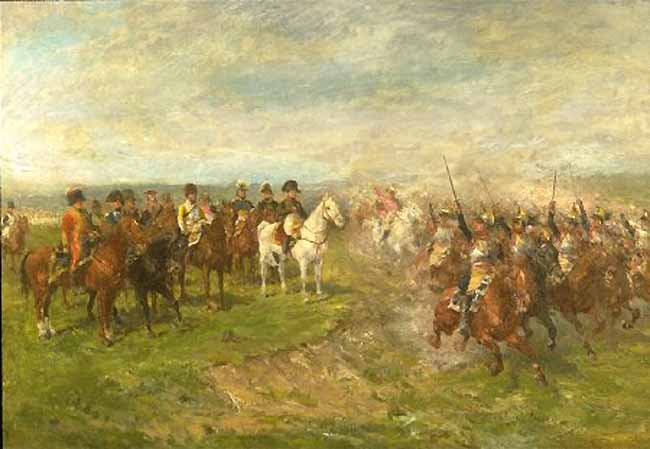
Cuirassiers à la bataille de Wagram.
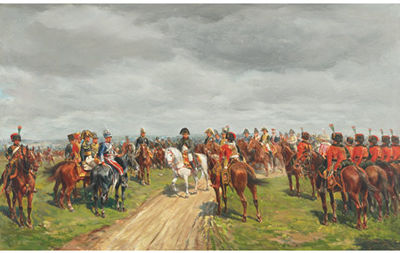
Napoléon à la bataille de Wagram.
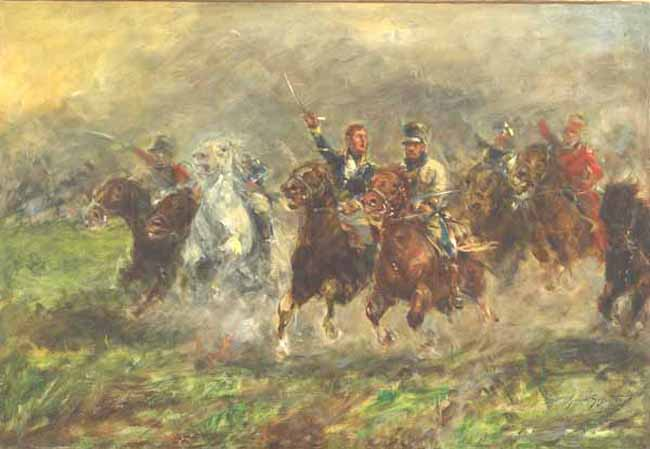
Le Maréchal Ney chargeant à la tête de ses hommes.